# El Porvenir, La Trinitaria
El Porvenir är en ort i Mexiko.   Den ligger i kommunen La Trinitaria och delstaten Chiapas, i den sydöstra delen av landet, 900 km öster om huvudstaden Mexico City. El Porvenir ligger 1 218 meter över havet och antalet invånare är 261.
Terrängen runt El Porvenir är huvudsakligen kuperad, men norrut är den platt. Runt El Porvenir är det ganska glesbefolkat, med 43 invånare per kvadratkilometer. Närmaste större samhälle är Vicente Guerrero, 7,9 km sydväst om El Porvenir. I omgivningarna runt El Porvenir växer huvudsakligen savannskog.